# 素敵なラブリーボーイ (漫画)
『素敵なラブリーボーイ』（すてきなラブリーボーイ）は、伊藤伸平による日本の漫画作品。2000年から2001年にかけて、『アワーズライト』（少年画報社）に連載。『楽勝!ハイパードール』のキャラクターが一部スター・システムで出演している。
タイトルは、小泉今日子のカバーでヒットした（オリジナルは林寛子）『素敵なラブリーボーイ』から採られた。また、登場人物や学校名などは往年のアイドル・歌手の名前をもじって付けられている。

## ストーリー
県立突牛塚高校（くどうしづかこうこう）の1年、久保田沙樹は演劇部唯一の男子生徒であり、女ばかりの部活動で彼がすることといえば雑用と使いっ走りだった。沙樹は部長の鯉住京子に片想いしていたが、彼女は沙樹の想いを知らずに顧問の沢田先生に惹かれている。そして、沙樹の幼馴染の林尋子は沙樹のことが気になっていた。

## キャラクター
久保田 沙樹（くぼた さき）
身長が伸びなかったためサッカーをやめて演劇部に入った少年。素直で前向き、何も考えずに走り続ける様子はひたむきさを感じさせる。演劇部では主に裏方。突牛塚高校は共学になって3年なため、女子の比率が多く、演劇部は女性ばかりだが登場キャラクターの中で一番背が低い（妹を除く）ため、女子部員みなのおもちゃにされている。
鯉住京子（こいずみ きょうこ）
3年生の演劇部部長。前年の演劇部が全国大会まで行ったことにプレッシャーを感じつつも飄々と過ごす。ロングヘアーで眼鏡をかけており、顧問の沢田先生と話すときは語尾にハートマークがつく。舞台監督担当。進路に悩みケッコンに逃避しかけた。元は『楽勝!ハイパードール』の間祥子。
林尋子（はやし ひろこ）
1年女子で沙樹のクラスメートであり幼馴染。女子サッカー部に在籍しており、身長は沙樹より高い。幼稚園の頃から一緒だった沙樹にいつしか恋心を抱くが、いつも憎まれ口をきいてしまい、なかなか態度にあらわせないでいる。あだ名はジンコ。
姫野（ひめの）
長身の3年生女子。元は空手部。足を痛め演劇部に入った。現役を退いたものの、かかと落としの威力は沙樹を軽くKOするほど。舞台では男役をつとめる。京子からはヒメと呼ばれている。
新津多恵理（にいつ たえり）
2年生部員。京子の引退で新部長となった。軽くウェーブのかかったロングヘアで、多少性格が悪い。元は『楽勝!ハイパードール』の水無月舞佳。
千葉玲子（ちば れいこ）
2年生部員。多恵理といつも一緒に行動している。3年の引退で副部長となる。ショートヘアで多少がさつ。元は『楽勝!ハイパードール』の文月美憂。
後藤久美雄（ごとう くみお）
前演劇部部長で男性だが美人。常に女装しながらも会社勤めを続けている。女性の彼女もいるが、バレンタインのチョコを配る人。なぜ女装してるかというと「似合うから」。彼がつう役を演じた『夕鶴』は全国大会で審査員が泣いたと言う（つうが男とわかってさらに泣いたとも言われる）。
由也香織（よしなり かおり）
演劇部1年女子。ロングヘアのおとなしそうな少女。ほとんど目立たなかったが、バレンタインにいきなり沙樹にチョコを渡し付き合うことになった。
緒形大作（おがた だいさく）
突牛塚高校野球部の1年。男子が少ないせいか1年ながらレギュラー捕手。そのわりには沙樹に付きまとい、演劇部との合コンを画策している。女子の多い突高にいながら彼女に恵まれない男。
西条（さいじょう）
突高の生徒会長。3年男子。京子に気がある。眼鏡で7・3分けという真面目風なキャラ。
益田（ますだ）
沙紀と同学年の演劇部女子部員。外ハネのショートカット。単行本後書きによれば、当初の構想では香織ではなく彼女が沙樹の彼女候補であったとの事。
田谷（たや）
沙紀と同学年の演劇部女子部員。三つ編みの両お下げ。あだ名はタヤマミ。『楽勝!ハイパードール』にも脇役で出演している。
久保田アキ（くぼた アキ）
沙樹の1歳下の妹。沙樹とそっくり。
榊原育江（さかきばら いくえ）
大葉久美子（おおば くみこ）
京子らが卒業後に入ってきた新入生部員の2人。

## 単行本
- 全1巻（ヤングキングコミックス）、2001年10月1日発行 ISBN 4785921153